# Alberto Chissano
Alberto Chissano (Manjacaze, 25 de fevereiro de 1935 - Matola, 19 de fevereiro de 1994) foi um escultor moçambicano conhecido internacionalmente e considerado por organizações culturais nacionais como o mais importante escultor nacional..
Depois de ter vários empregos temporários em Maputo, começou a trabalhar no Núcleo de Arte, onde foi incentivado a desenvolver a escultura pelo pintor Malangatana.. Realizou a sua primeira exposição em 1966 no 1º Salão de Arte Moderna e em 1969 esteve representado na  "Contemporary African Art" no Camden Art Centre em Londres. Mais tarde, com inicio em 1974, realizou exposições em Portugal onde foi bolseiro da Fundação Calouste Gulbenkian.
Chissano esculpiu a madeira, e criou, na sua casa na Matola, o Museu Galeria Alberto Chissano.

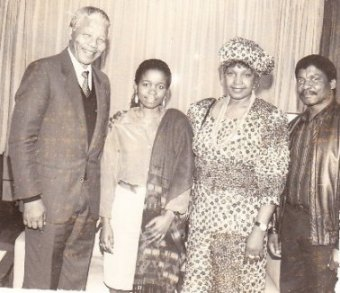
Alberto Chissano com Nelson Mandela, Winnie Mandela e a sua filha Cidália Chissano no Museu Galeria Chissano, 1990. Fotografía: Museu Galeria Chissano

## Otras leituras
“Chissano Escultura”, Cooperativa de Actividades Artísticas CRL, Porto, Portugal. 1990
“Chissano & Titos. Two Artists. Two Generations” (em norueguês e inglês), Astrup Fearnley Museum of Modern Art (Astrup Fearnley Museu de Arte Moderno), Oslo, Noruega. 1999
“Chissano, o escultor da luminosidade cromática”, Museu Galeria Chissano. 2010

## Galerias de Arte com obras do Chissano
Museu Galeria Chissano, Rua Escultor Chissano, 307, Bairro Sial, Matola, província de Maputo. 
Museu Nacional de Arte, Maputo
African Contemporary | Galeria de Arte de África Contemporâneo